# Matilde Coral
Matilde Corrales González (Sevilla, 22 de junio de 1935) es una bailaora española de flamenco conocida artísticamente como Matilde Coral. Fue alumna de Adelita Domingo, Pastora Imperio y Eloísa Albéniz (madre).

## Biografía
Nació en la plaza de Chapina, en Triana. Empezó como bailaora en el cortijo El Guajiro de Sevilla, donde conoció al que sería su marido, el también bailaor Rafael El Negro. Posteriormente fue primera bailaora en el tablao El Duende de Madrid, que era propiedad de Pastora Imperio y Gitanillo de Triana. Fue partenaire de Alejandro Vega, Alberto Lorca y José Greco, viajando por muchos países con las compañías.
Fue profesora de baile flamenco en el Conservatorio de Arte Dramático y Danza de Córdoba y también fue pionera y colaboradora durante muchos años de la Bienal de Flamenco de Sevilla.
Es miembro fundador de la Fundación Antonio Mairena. Así mismo fue directora del primer centro (no oficial) de danza española de Huelva y directora del Ballet Escuela de Baile Andaluz, financiado por la Junta de Andalucía. Su Escuela de Danza Matilde Coral ha sido reconocida y homologada como centro oficial de danza por la Junta de Andalucía.
Ha dado conferencias sobre flamenco en la ULMP, en la Universidad de Navarra y en la Universidad de Córdoba y ha impartido muchos seminarios y cursillos en varias ciudades de Andalucía.
En 1992 fue coreógrafa y protagonista de la película Sevillanas, de Carlos Saura y en 1995 el mismo director la volvió a escoger de protagonista para su película Flamenco.  En 1995 impartió un cursillo en la Sociedad Nipona de Arte Flamenco en Japón.
En 1994 fue coreógrafa del espectáculo Cien Años de Cante Flamenco. En 1995 participa en el Primer Congreso de Danza de Córdoba, impartiendo una clase magistral.
En 2001 participó en unas jornadas en Canal Sur Radio con Chano Lobato y Jesús Bigorra. El mismo año dio una clase magistral por cantiñas con bata de cola en la I Feria Mundial del Flamenco.
Ha servido de inspiración a varios artistas como a los poetas Antonio Murciano y Caballero Bonald, a pintores como Juan Valdés, Moreno Galván y Baldomero Resendi, así como a escultures como Álvarez Duarte.

## Títulos y reconocimientos
Ha recibido los sigujientes títulos y reconocimientos:
- Titulada en Danza Española por la Escuela de Arte Dramático y Danza de Córdoba, en 1979.
- Premio UNICEF Andalucía dado por los reyes Juan Carlos I y Sofía.
- Tiene tres premios de flamenco a nivel nacional: el Premio Juana "La Macarrona", el Premio Pilar López y el Premio Encarnación López "La Argentinita".
- Primer Premio de Baile en el Festival de Mairena del Alcor.
- Primer Premio Cátedra de Flamencología de Jerez por la creación del trío Los Bolecos formado por Farruco, Rafael El Negro y Matilde Coral.
- Llave de Oro al Baile Flamenco, otorgada en el año 1972.
- Medalla del Rey San Fernando, dada por ciudad de Sevilla en 1986.
- Premio Itálica de Oro, por el mejor espectáculo en los Festivales de España, siendo el mismo año galardonada Famosa de Sevilla.
- Trianera del Año en 1988.
- Madrina de la Promoción de Derecho del año 1987-1988 de la Universidad de Sevilla.
- Caja de Plata al Arte Flamenco, patrocinada por la Caja San Fernando.
- Se le dedicó una semana cultural en Nimes, Francia, donde también se le entregó la medalla de la ciudad.
- Se le dedicó otra semana cultural en Palma del Río.
- Medalla de Oro de Andalucía en 2001 por ser reconocida como única conservadora de la Escuela Sevilla de Baile Andaluz.
- Premio con su nombre en Barcelona.
- En 1995 se le hizo un homenaje en el Día Internacional del Turismo en Andalucía y se le entregó una placa conmemorativa.
- Premio Compás del Cante en 1997, otorgado por la Fundación Cruz Campo.[2]
- Premio con su nombre dado a Eduardo Serrano "El Güito", organizado con motivo de los Festivales Antonio Mairena.
- Homenaje a su figura en la XIV Semana de Estudios Flamencos, celebrando el XXVIII aniversario de la Peña Flamenca de Jaén, en 1999.
- Hija Predilecta de la Ciudad de Sevilla en 2021.